# Prudence Liew
Prudence Liew Mei-Gwan (Hong Kong, 10 dicembre 1964) è una cantante e attrice hongkonghese.

## Discografia parziale
- 1986 - 劉美君 Prudence Liew
- 1987 - 點解 Why
- 1988 - 公子多情 Loving Prince
- 1989 - 笑說 Jokingly Saying
- 1990 - 赤裸感覺 The Naked Feeling
- 1990 - 依依 Linger
- 1991 - 聽我細訴 Listen to Me
- 1992 - 不再娃娃 Not a Little Girl Anymore
- 1992 - 秋心 Autumn Heart
- 1993 - 被你縱壞 Spoiled by You
- 1994 - 夜有所思，日有所夢 Thoughts in the Night, Dreams During the Day
- 2000 - 愛自己 Love Yourself
- 2008 - 大開色界 (新曲+精選) Opening the Sexual Boundaries
- 2009 - The Queen of Hardships
- 2011 - Love Addict
- 2012 - 偷 Stolen Moments
- 2017 - Reincarnated Love

## Filmografia parziale
- Hui mie hao di che, regia di Clarence Fok (1983)
- Mang gwai hok tong, regia di Jeffrey Lau (1988)
- Sing kung chok tse 2: Ngor but mai suen, ngor mai chi gung, regia di  Herman Yau (2008)
- 72 ga cho hak, registi vari (2010)
- Wang jia xin, regia di Wai-Hang Lau (2015)

## Premi
- Golden Horse Film Festival
  - 2008: "miglior attrice protagonista" (Sing kung chok tse 2: Ngor but mai suen, ngor mai chi gung)